# O Pequeno Polegar
Brasil: O Pequeno Polegar / Portugal: O Polegarzinho é um antigo conto de fadas europeu, e ninguém sabe quem o contou pela primeira vez. Foi recontado pelo escritor francês Charles Perrault.

## A história

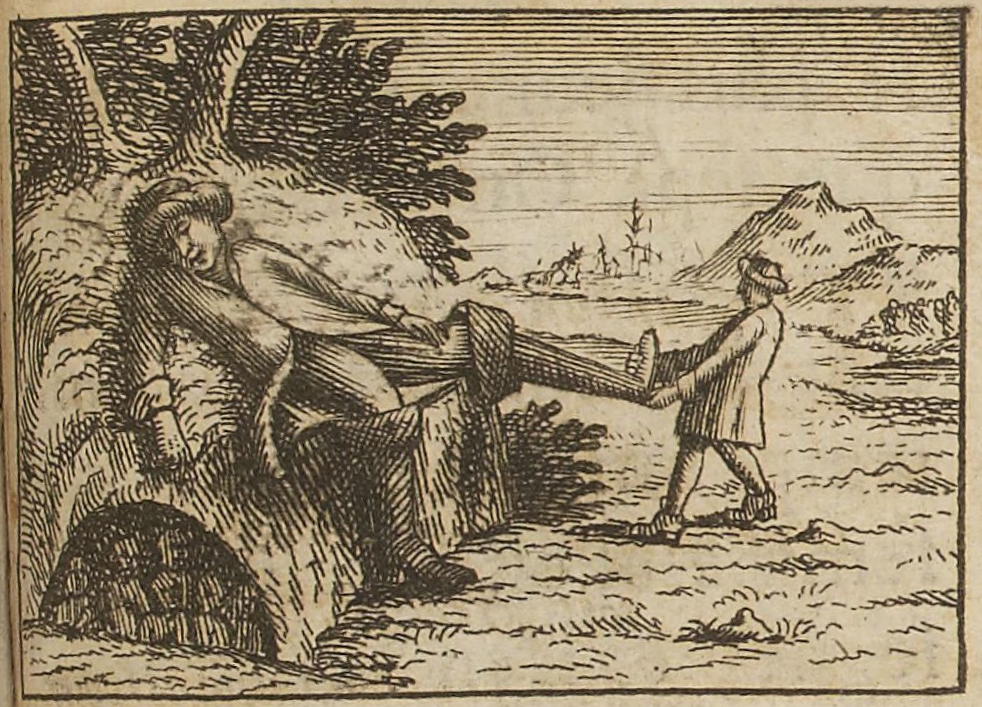
Ilustração da história de 1697 por Antoine Clouzier

Uma  pobre família de lenhadores tinha sete filhos, e o caçula era tão pequenino que o chamavam Pequeno Polegar. Mas, apesar do tamanho, era um menino muito esperto e inteligente. Como a Europa passava por um período de muita fome, o pai decidiu abandonar os filhos na floresta. Depois de muito andar, as crianças avistaram um lindo castelo e para lá se dirigiram em busca de abrigo e alimento. Um ogro malvado, que ali residia, resolveu que iria devorá-los. Mas Polegar, percebendo a intenção do malvado, durante a noite, trocou o seu chapéu e os chapéus dos irmãos pelas coroas das filhas do ogro, que as devorou pensando que fossem os rapazes. Eles tiveram então que fugir do castelo, e o Pequeno Polegar calçou as botas encantadas do ogro enquanto ele dormia, e assim ajudou os irmãos a voltarem para casa. Com o auxílio das botas de sete-léguas, Polegar trabalhou para um rei, conseguiu muito dinheiro e pode finalmente voltar para sua casa e nunca mais passaram fome.

## Semelhanças com a história de Davi (Bíblia)
É possível que O Pequeno Polegar tenha sido inspirado na história hebraica do pastor Davi, que depois virou rei dos hebreus. Segundo a Bíblia, Davi era o filho caçula dentre os sete pastores hebreus e o ogro pode referir-se ao Rei Saul de Israel, para quem Davi trabalhou antes de tornar-se rei.